# World Chinese 8-Ball Masters 2016
Das Zotye T600 World Chinese 8-Ball Masters 2016 war ein Poolbillard-Einladungsturnier, das vom 5. bis 10. Januar 2016 im olympischen Sportzentrum in Qinhuangdao in China ausgetragen wurde. Gespielt wurde die Disziplin Chinese 8-Ball, also 8-Ball auf einem 9-Fuß-Snookertisch.
Titelverteidiger Yang Fan aus China gewann das Turnier durch einen 12:9-Sieg im Finale gegen seinen Landsmann Liu Chuang. Den dritten Platz belegte Zhang Xipeng. Bester Deutscher war Ralf Souquet, der Siebzehnter wurde. Gareth Potts, der Sieger von 2014 kam auf den 25. Platz.

## Preisgeld
| Platzierung   | Preisgeld   |
| ------------- | ----------- |
| Sieger        | 45.567 US$  |
| Finalist      | 15.189 US$  |
| 3. Platz      | 7.594 US$   |
| 4. Platz      | 6,075 US$   |
| 5. Platz      | 4.252 US$   |
| 6. Platz      | 3.797 US$   |
| 7. Platz      | 3.493 US$   |
| 8. Platz      | 3.037 US$   |
| 9.–12. Platz  | 2.278 US$   |
| 13.–16. Platz | 1.518 US$   |
| 17.–24. Platz | 759 US$     |
| 25.–32. Platz | 455 US$     |
| 33.–48. Platz | 303 US$     |
| 49.–64. Platz | 151 US$     |
| Gesamt        | 121.164 US$ |

## Rangliste
Die 64 eingeladenen Spieler traten im Doppel-K.-o.-System gegeneinander an. Das Ausspielziel waren 13 Partien, wobei die Spiele spätestens nach 130 Minuten beendet wurden, auch wenn das Ausspielziel noch nicht erreicht wurde. Im Folgenden sind die 32 bestplatzierten Spieler angegeben.
| Platz | Spieler           |
| ----- | ----------------- |
| 1     | Yang Fan          |
| 2     | Liu Chuang        |
| 3     | Zhang Xipeng      |
| 4     | Dai Yong          |
| 5     | Bo Li             |
| 6     | Wang Yun          |
| 7     | Shi Hanqing       |
| 8     | Alex Pagulayan    |
| 9     | Yang Liu          |
| 9     | Wu Zhenyu         |
| 9     | Qiang Chen        |
| 9     | Wang Peng         |
| 13    | Marc Bijsterbosch |
| 13    | Xin Shi           |
| 13    | Wang Gengmo       |
| 13    | Zheng Yubo        |

| Platz | Spieler           |
| ----- | ----------------- |
| 17    | Ralf Souquet      |
| 17    | Zhou Long         |
| 17    | Petri Makkonen    |
| 17    | Meng Fanyu        |
| 17    | Chris Melling     |
| 17    | Wang Dashuang     |
| 17    | Yang Ru           |
| 17    | Xie Zhaohui       |
| 25    | Gareth Potts      |
| 25    | Yu Haitao         |
| 25    | Mateusz Śniegocki |
| 25    | Li Hui            |
| 25    | Zhang Yue         |
| 25    | Hayato Hijikata   |
| 25    | Alexander Kazakis |
| 25    | Carlo Biado       |